# Carl Kempe
Johan Carl Kempe (Stoccolma, 8 dicembre 1884 – Enköping, 8 luglio 1967) è stato un tennista svedese.

## Palmarès

### Olimpiadi
- Argento a Stoccolma 1912 nel doppio maschile indoor.